# 秀智
裴秀智（韩语：／?；1994年10月10日—），藝名為秀智（韓語：수지），是韓國女演員、歌手，前韓國女子團體miss A成員。在2010年7月1日以miss A成員出道。在2011年1月3日以《Dream High》作為演員正式出道。個人粉絲名稱為「Sueweeties」。

## 生涯

### 出道前
1994年出生於韓國的光州廣域市北區。父親裴元英為國技院公認6段跆拳道選手（跆拳道是韓國的國技，所以韓國跆拳道的最高機構稱為國技院），龍仁大學83屆出身的裴元英大學畢業後曾在全南跆拳道協會度過了幾年選手生活，自1988年開始的5年時間裡就逐漸擔任起教練指導。1993年起裴元英又連續3年在光州體中，2年在光州體高一直擔任教練工作。前跆拳道青少年代表的演員李勝培，曾是裴元英的弟子；另外還親自經營跆拳道場，直到2012年，並常在國際大賽中擔任韓國跆拳道青少年國家隊團長。母親鄭賢淑，另有一姊、一弟，她在家中排行第二，因為跆拳道的家學淵源，秀智小學曾在父親的道場學習跆拳道，實力是公認的2段。秀智從小喜歡跳舞和音樂，曾瞞着父母偷偷上了舞蹈學院。出道之前，秀智為線上購物網站的模特兒。
2009年，國中三年級的秀智參加Mnet選秀節目《Superstar K》的光州地區初選，最初是陪同朋友一起參加，此次也是她第一次出演選秀節目的徵選，並成功通過初選。然而在要舉行決定進入棚內的第三輪比賽之前，卻意外地吸引到JYP娛樂星探的注意，因此秀智考慮到無法同時參與比賽又進JYP的情況下，放棄了Superstar K第一屆的進棚機會，決定進入JYP該公司旗下的練習生。起初因為首爾離光州相當遠，因此秀智時常覺得可惜比其他人練習的少，總是在周末練習的特別勤奮。高中時期在首爾公演藝術高等學校就讀，曾是瑟琪的同班同學。

### 2010年－2012年
2010年7月1日以女子團體miss A出道。11月3日確定接演KBS2電視劇《夢想起飛 Dream High》，是個人第一部戲劇作品，與男演員金秀賢合作，在劇中飾演女主角高惠美，並憑此劇於2011年獲得《KBS演技大賞》「最佳新人獎」及「最佳情侶獎」。11月28日以miss A名義獲得之《Mnet亞洲音樂大獎》「最佳新人女子團體」。

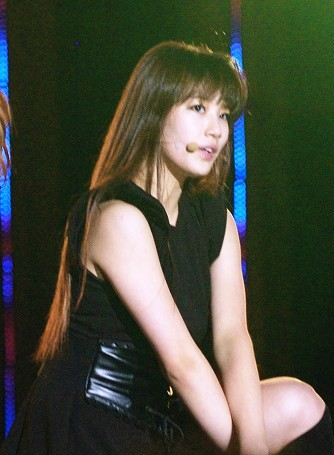
2011年10月3日，秀智於夢想演唱會上表演

2012年4月13日確定出演KBS 2TV《Big》。同年出演首部電影《初戀築跡101》，影片在當時打破了韓國愛情片的票房紀錄。秀智在電影中扮演大學時期的楊瑞英。電影中，她以清新素顏演出而獲封「國民初戀」，並憑藉該片一舉奪得《第48屆百想藝術大賞》「電影部門 新人獎」。同年在《KBS演藝大賞》中以《青春不敗2》獲得「Show娛樂部門 最佳新人獎」。成為韓國首位在音樂、電視劇、電影、綜藝4個領域都獲得新人獎的藝人。

### 2013年－2014年
2013年1月2日確定出演MBC電視劇《九家之書》女主角，飾演武術教官譚汝蔚。秀智以此劇獲得《第5屆Mnet 20代之選》「最佳電視女星獎」、《第8屆首爾國際電視劇大賞》「韓劇女演員獎」、《第31屆MBC演技大賞》「女子迷你劇最優秀演技獎」及「最佳情侶獎」。同年12月「TC Candler」公佈 2013年全球百大美顏排名，秀智首次進榜排行第14名。
2014年4月11日《福布斯》公布韓國福布斯名人榜(即2013年之調查)，秀智排名第3位。2014年韓國放送廣告振興公社（Kobaco）「2014年消費者形態調查（MCR）」秀智被選為消費者最喜愛的廣告模特2位。同年12月「TC Candler」公佈 2014年全球百大美顏排名，秀智排行第11名。

### 2015年
2月 福布斯公布韓國福布斯名人榜（即2014年之調查），秀智排名第34名。4月1日 秀智成為高額捐款者聯盟（Honor Society）第791位會員。8月20日 確定出演KBS電視劇《任意依戀》女主角，飾演紀錄片製作人盧乙與男演員金宇彬合作。10月 被韓國ELLE雜誌選為十月號的封面人物，為該雜誌歷年來最年輕的封面人物。
同年推出第一本個人寫真集《suzy?suzy.》，拍攝期由2月開始到10月，歷時8個月，從企劃、服裝到封面都由秀智親自參與。
作為廣告模特，秀智還參與了其代言產品的開發和設計，出席了Interojo新品“Iris-Suzy Gray”的開發討論會議和BEAN，POLE ACCESSORY新品'BONNIE BAG'的設計。
2015年大眾最有好感度的電視廣告模特第4位。
2015年韓國放送廣告振興公社（Kobaco）“2015年消費者形態調查（MCR）”秀智被選為消費者最喜愛的廣告模特2位，13~18歲和19~29歲男性最喜愛的廣告模特1位。
同年12月「TC Candler」公佈 2015年全球百大美顏排名，秀智排行第45名。

### 2016年
1月6日，和伯賢合作歌曲〈Dream〉。〈Dream〉在《音樂銀行》上獲得了連續兩星期的冠軍，同時也在《人氣歌謠》中獲得了連續三星期的冠軍。
2月 福布斯公布韓國福布斯名人榜（即2015年之調查），秀智排名第39名。
7月11日，秀智為韓國最年輕入駐香港杜莎夫人蠟像館韓流展示館之女星。

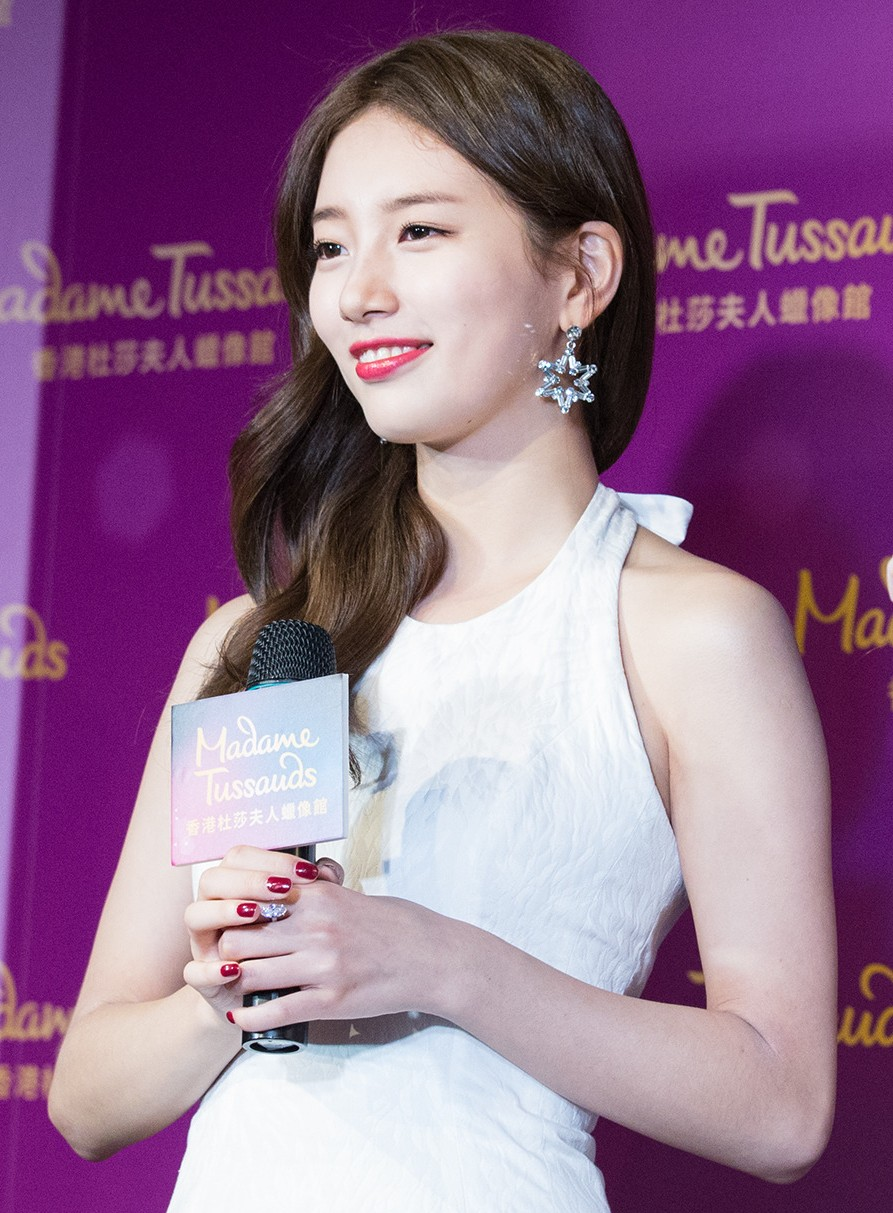
2016年9月13日，秀智於香港山頂杜莎夫人蠟像館出席蠟像揭幕儀式

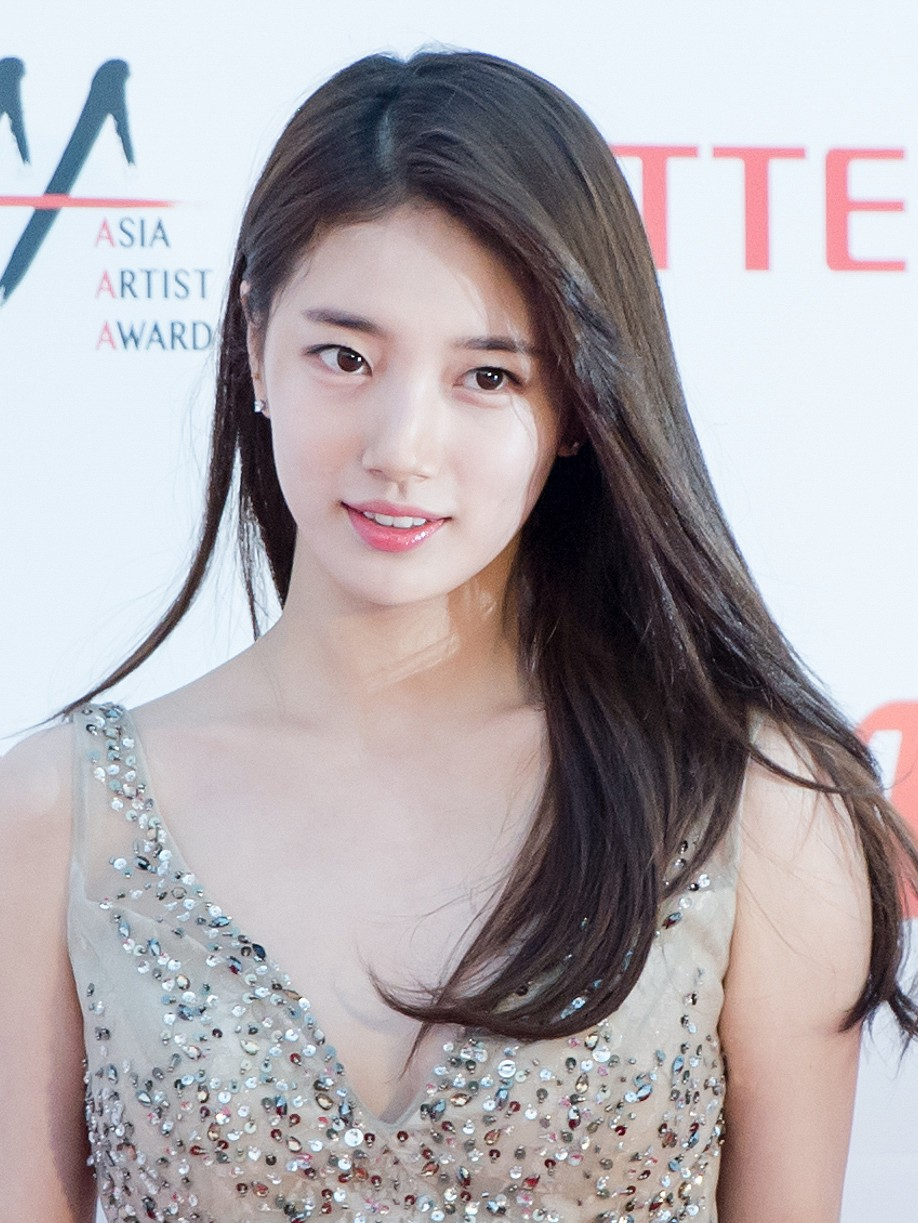
2016年11月16日的亞洲明星盛典

11月28日確定出演SBS電視劇《當你沉睡時》女主角，飾演可以通過夢境預知事情的記者南洪珠，與男演員李鍾碩合作。
2016年韓國放送廣告振興公社（Kobaco）“2016年消費者形態調查（MCR）”秀智被選為消費者最喜愛的廣告模特4位。
同年12月「TC Candler」公佈 2016年全球百大美顏排名，秀智排行第62名。

### 2017年
1月24日首次作為SOLO歌手出道，專輯名稱確認為《是·否》，主打歌曲《Yes No Maybe》。專輯收錄曲《Pretend》音源於1月17日凌晨率先於公開，該先行曲不僅Melon首日收聽人次870,226，且獲得兩周音樂銀行一位。

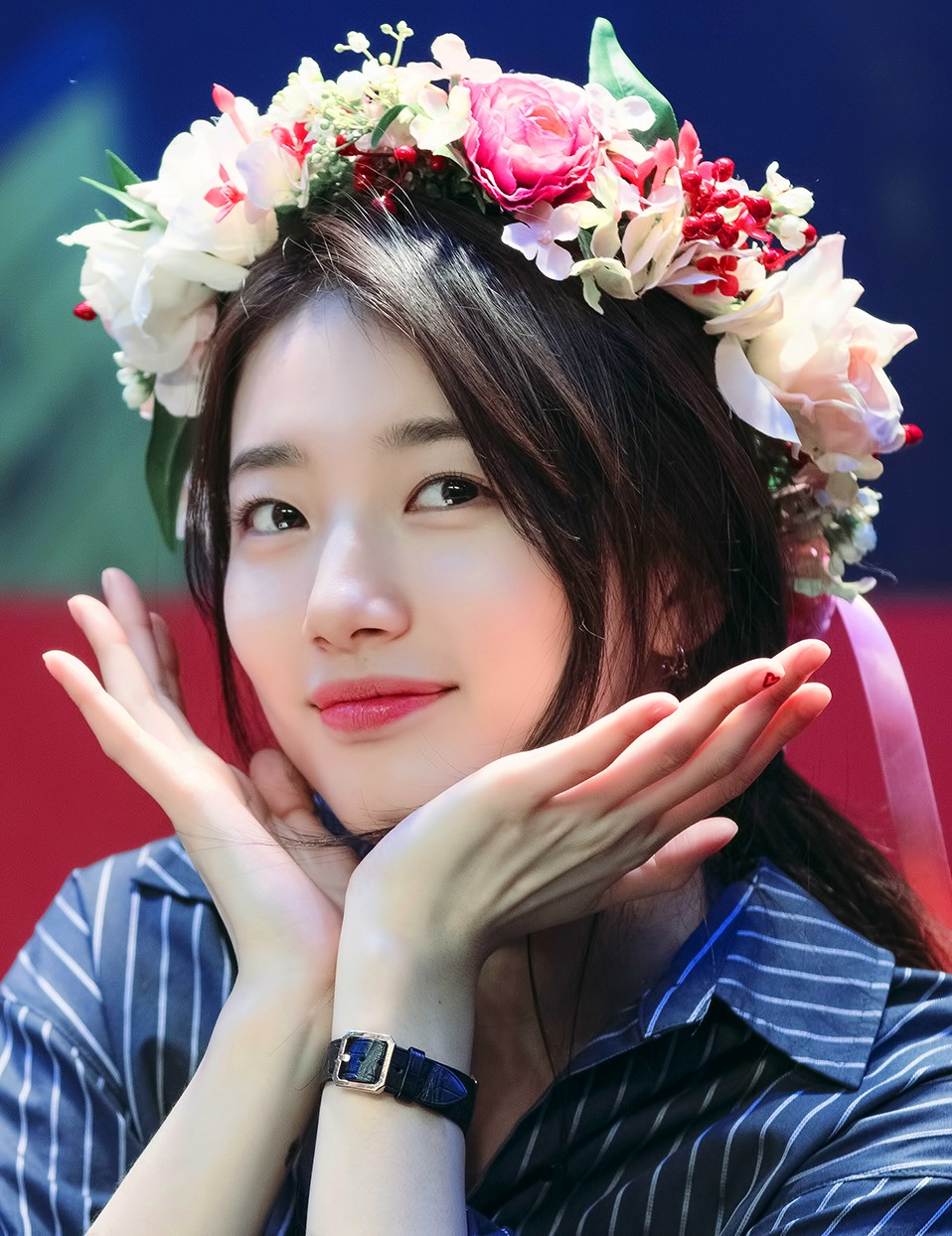
2017年2月4日，首張個人專輯《是·否》的簽名會

2月福布斯公布韓國福布斯名人榜（即2016年之調查），秀智排名第6名。12月韓國蓋洛普公布了韓國蓋洛普演員部門TOP20（在2017年11月8日至11月28日之普查，共1700名），秀智排名第6名，為女歌手轉型演員中，進入蓋洛普演員部門TOP20最年輕之女星。
秀智出演的特別劇 《當你沉睡時》於9月27日起播出，並憑此劇獲得SBS演技大賞「水木劇部門女子最優秀演技獎」和「最佳情侣獎」。
秀智再次以設計師的身份参與其代言品牌Guess的牛仔褲系列“Suzy Denim”的設計。
2017年韓國放送廣告振興公社（Kobaco）「2017年消費者形態調查（MCR）」秀智被選為消費者最喜愛的廣告模特6位。
同年12月「TC Candler」公佈 2017年全球百大美顏排名，秀智排行第51名。

### 2018年
1月29日時隔1年正式發行第二張迷你專輯《Faces of Love》，1月22日公開先行曲《I'm In Love With Someone Else》MV，1月29公開主打歌曲《Holiday》MV，2月14公開第三主打歌《SOber》MV，3月29日公開第四主打歌《Midnight》MV。
2月福布斯公布韓國福布斯名人榜（即2017年之調查），秀智排名第12名。

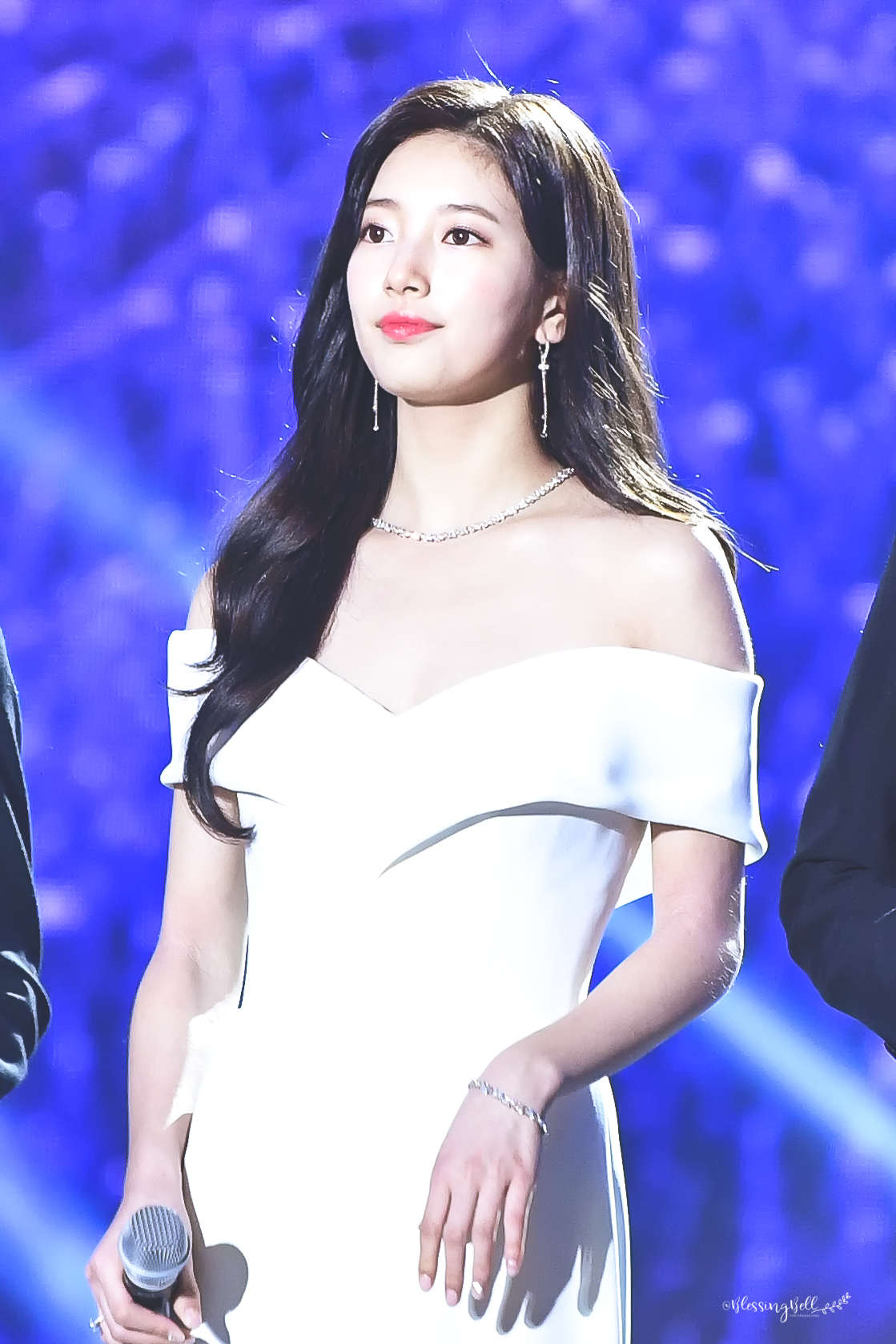
2018年5月3日，秀智於第54屆百想藝術大賞擔任主持人

5月至7月期間，在台北、香港、曼谷以及首爾四地舉辦名為「2018 Suzy WITH 」的亞洲粉絲見面會。
2018年韓國放送廣告振興公社（Kobaco）「2018年消費者形態調查（MCR）」秀智被選為消費者最喜愛的廣告模特6位。
同年12月「TC Candler」公佈 2018年全球百大美顏排名，秀智排行第58名。

### 2019年
2019年3月31日，約滿離開JYP娛樂，和Management SOOP簽約。同年，秀智與李昇基跟繼《九家之書》後再度合作，出演SBS新劇《VAGABOND》，單是製作費就耗資250億韓圜（約1億6356萬港元），遠赴摩洛哥進行拍攝，首播就錄得11.5%的收視佳績，並憑此劇獲得SBS演技大賞「最優秀演技獎」和「最佳情侣獎」。
2019年11月11日，秀智與朴惠蓮編劇在《夢想起飛Dream High》、《當你沉睡時》後第三度合作，確定出演tvN電視劇《Start-Up：我的新創時代》女主角，飾演夢想成為史蒂夫·喬布斯的徐達美，與男演員南柱赫合作。
同年12月「TC Candler」公佈 2019年全球百大美顏排名，秀智排行第60名。

### 2020年
秀智出演的週末連續劇《Start-Up：我的新創時代》（韓語：스타트업）於2020年10月17日起在tvN及Netflix全球同步播放。開播後，該劇登上Netflix多個國家的10大熱門排行榜中。
2020年大眾最有好感度的明星第9位。
2020年韓國放送廣告振興公社（Kobaco）「2020年消費者形態調查（MCR）」秀智被選為消費者最喜愛的廣告模特8位。
2020年12月韓國蓋洛普公佈了韓國蓋洛普電視演員部門排名（在11月5日至11月29日之普查，共1700名），秀智排名第6名。
2020年12月29日，秀智獲選2021韓國第一品牌大獎（女演員類別）。

### 2021年
原定2020年12月23日舉行的十週年出道線上粉絲見面會「Suzy：A Tempo」 ，延至2021年1月23日進行，秀智在見面會上演唱自作曲《Oh, Lover》。
2021年2月福布斯公布韓國福布斯名人榜（即2020年之調查），秀智排名第23名。
2021年4月20日，秀智入選福布斯「亞洲30位30歲以下傑出青年（Forbes 30 Under 30 Asia 2021）」榜。
2021年10月20日，秀智確定出演Coupang Play系列新劇《安娜》女主角，飾演以謊言改變人生的李由美。

### 2022年
2022年2月福布斯公布韓國福布斯名人榜（即2021年之調查），秀智排名第22名。
2022年2月17日，秀智時隔4年發行單曲《Satellite》，並參與作詞。
2022年3月10日，秀智確定出演Netflix漫改劇《我的女神室友斗娜》女主角，飾演突然隱退的女團主唱李斗娜，與男演員梁世宗合作。
2022年4月30日，Dior宣佈秀智為「House Ambassador」，成為其中一位品牌大使。
2022年5月3日，PSY公開秀智3年前拍攝《Celeb》的MV，PSY表示：「因為秀智是和這首歌最適合的人選所以邀請了她」。
秀智出演的原創劇《安娜》於6月24日播放。劇中的演技獲得觀眾高度讚賞，被譽為秀智的人生作品。
2022年10月6日，秀智發行單曲《Cape》，並參與作曲作詞。

### 2023年
2023年4月28日舉行的第59屆百想藝術大獎，有「百想女神」之稱的秀智連續第八年擔任典禮主持人。
2023年6月14日，秀智確定出演電視劇《都會實現嗎？》女主角，飾演有感情缺陷的佳英，與金宇彬跟繼《任意依戀》後再度合作。
2023年10月20日，主演的电视剧《我的女神室友斗娜》开播

## 音樂作品

### 迷你專輯
| 專輯 # | 專輯資料                                                                     | 曲目 |
| 1st    | 《是·否》 - 發行日期：2017年1月24日 - 語言：韓語 - 專輯銷量：11,020+         | 曲目 1. Pretend 2. Yes No Maybe 3. Sick and Tired （feat. Reddy） 4. Les Préférences 5. Question Mark 6. Little Wildflower                         |
| 2nd    | 《Faces of Love》 - 發行日期：2018年1月29日 - 語言：韓語 - 專輯銷量：10,269+ | 曲目 1. I'm In Love With Someone Else 2. HOLIDAY （Feat. DPR LIVE） 3. SObeR 4. Bad X 5. Midnight 6. Confession （Prod. JungKey） 7. Sleeplessness |

### 數位單曲
| 單曲 # | 單曲資料                                                   | 曲目              | 備註   |
| 1st    | 《Satellite》 - 發行日期：2022年2月17日 - 語言：英語、韓語 | 曲目 1. Satellite | [ 41 ] |
| 2nd    | 《Cape》 - 發行日期：2022年10月6日 - 語言：英語            | 曲目 1. Cape      |        |
| 3rd    | 《Come back》 - 發行日期：2025年2月17日 - 語言：英語、韓語 | 曲目 1. Come back |        |

### 原聲帶
| 年份   | 歌曲名稱                         | 收錄專輯                       |
| 2011年 |                                  | 《Dream High電視原聲帶》       |
| 2011年 | 冬天的孩子                       | 《Dream High電視原聲帶》       |
| 2011年 | 眼淚太多                         | 《我也是花電視原聲帶》         |
| 2012年 | You're My Star                   | 《Dream High 2電視原聲帶》     |
| 2012年 | 我仍然愛你                       | 《Big電視原聲帶》              |
| 2013年 | 不要忘了我                       | 《九家之書電視原聲帶》         |
| 2015年 | 為什麼會這樣                     | 《愛你的時間電視原聲帶》       |
| 2016年 | Ring My Bell                     | 《任意依戀電視原聲帶》         |
| 2016年 | When We Were(좋을땐)             | 《任意依戀電視原聲帶》         |
| 2017年 | I Love You Boy                   | 《當你沉睡時電視原聲帶》       |
| 2017年 | 想聽到的話語                     | 《當你沉睡時電視原聲帶》       |
| 2020年 | My Dear Love                     | 《Start-Up電視原聲帶》         |
| 2022年 | Inevitable(안하기가 쉽지 않아요) | 《非常律師禹英禑電視原聲帶》   |
| 2023年 | R.U.N                            | 《R U Next?節目主題曲》        |
| 2023年 | Ordinary Days                    | 《我的女神室友斗娜電視原聲帶》 |
| 2023年 | The Whispering Spell             | 《我的女神室友斗娜電視原聲帶》 |
| 2023年 | Undercover                       | 《我的女神室友斗娜電視原聲帶》 |

### 合作歌曲
| 發佈日期       | 歌曲名稱                                         | 收錄專輯                            | 合作藝人              |
| 2012年5月20日  | 這首歌結束前                                     | 《Bounce》                          | JJ Project            |
| 2012年9月2日   | 如果愛我，請出來                                 |                                     | 추승엽 Choo Seungyoup |
| 2012年9月16日  | Classic                                          | 《Classic》                         | 朴軫永、澤演、祐榮    |
| 2012年11月12日 | 不會做壞事                                       | 《IN THE WIND》                     | B1A4                  |
| 2012年11月16日 | Moment                                           | 《Moment》                          | 尹德元                |
| 2014年11月17日 | Farewell Under the Sun(대낮에 한 이별)白天的離別 | 《JYP Nation Korea 2014 ‘ONE MIC’》 | Bernard Park          |
| 2015年11月24日 | 幸福特調                                         | 《真人秀？》                        | 羅志祥                |
| 2016年1月6日   | Dream                                            | 《Dream》                           | Baekhyun              |
| 2017年2月27日  | 不等待你的愛                                     |                                     | Park Won              |
| 2019年9月20日  | Out of Breath(행복해지고 싶어)                   |                                     | Babylon               |
| 2022年5月25日  | Because I love you                               |                                     | 姜勝元                |

### 創作歌曲
- 韓國音樂著作權協會之登記編號: 10022493[42]

| 發佈日期      | 歌曲名稱                             | 收錄專輯               | 備註       |
| 2015年3月30日 | I Caught Ya                          | 《Colors》             | 作詞       |
| 2016年8月25日 | When We Were(좋을땐)                 | 《任意依戀電視原聲帶》 | 作詞、作曲 |
| 2017年1月24日 | 取向（취향；Les Préférences）        | 《是·否》              | 作詞       |
| 2017年1月24日 | 火爐一樣（난로 마냥；Question Mark） | 《是·否》              | 作詞、作曲 |
| 2018年1月29日 | SObeR                                | 《Faces of Love》      | 作詞       |
| 2018年1月29日 | Bad X                                | 《Faces of Love》      | 作詞、作曲 |
| 2018年1月29日 | Sleeplessness                        | 《Faces of Love》      | 作詞       |
| 2019年9月20日 | Out of Breath(행복해지고 싶어)       |                        | 作詞       |
| 2021年1月21日 | Oh, Lover                            |                        | 作詞、作曲 |
| 2022年2月17日 | Satellite                            |                        | 作詞       |
| 2022年10月6日 | Cape                                 |                        | 作詞、作曲 |

### 廣告歌曲
| 發佈日期       | 歌曲名稱             | 廣告品牌       |
| 2012年9月2日   | 如果愛我，請出來     | BeanPole       |
| 2012年9月16日  | Classic              | Reebok         |
| 2012年11月16日 | Moment               | 佳能EOS M      |
| 2013年6月1日   | On The Body          | 香水有機沐浴露 |
| 2014年3月5日   | 風風風               | BeanPole       |
| 2015年10月6日  | Darling & Honey Song | BBQ Chicken    |

### 翻唱作品
| 年份   | 專輯資料 |
| 2014年 | 《JYP Nation Korea 2014 ‘ONE MIC’》 - 歌曲：《대낮에 한 이별（Farewell Under the Sun）》 - 發行日期：2014年11月17日 |
| 2017年 | 多人合輯《柳在夏30年，我們就這樣永遠》 - 歌曲：《사랑하기때문에（因為愛）》 - 發行日期：2017年12月7日               |

## 演唱會及粉絲見面會

### 演唱會
- 2011年3月1日：《Dream High Special Concert》

### 粉絲見面會
| 舉辦日期      | 活動名稱                                            | 備註     |
| 2018年5月12日 | 2018 SUZY Asia Fan Meeting Tour 'WITH' in Taipei    |          |
| 2018年5月26日 | 2018 SUZY Asia Fan Meeting Tour 'WITH' in Hong Kong |          |
| 2018年6月24日 | 2018 SUZY Asia Fan Meeting Tour 'WITH' in Bangkok   |          |
| 2018年7月7日  | 2018 SUZY Asia Fan Meeting Tour 'WITH' in Seoul     |          |
| 2021年1月23日 | Suzy: A Tempo                                       | 線上舉行 |

## 影視作品

### 電視劇
| 年份   | 電視台       | 劇名                   | 角色   | 備註          |
| 2011年 | KBS          |                        | 高慧美 | 主演          |
| 2011年 | KBS          | Human Casino           | 小情侶 |               |
| 2012年 | KBS          |                        | 高慧美 | EP15 特別出演 |
| 2012年 | KBS          | 需要仙女               | 裴秀智 | 特別出演      |
| 2012年 | KBS          |                        | 張瑪麗 | 主演          |
| 2013年 | MBC          |                        | 譚如蔚 | 主演          |
| 2014年 | SBS          | 來自星星的你           | 高慧美 | EP17 特別出演 |
| 2016年 | KBS          | 任意依戀               | 魯乙   | 主演          |
| 2017年 | SBS          | 當你沉睡時             | 南洪珠 | 主演          |
| 2019年 | SBS          | VAGABOND               | 高海麗 | 主演          |
| 2020年 | tvN          | Start-Up：我的新創時代 | 徐達美 | 主演          |
| 2022年 | Coupang Play | 安娜                   | 李由美 | 主演          |
| 2023年 | Netflix      | 我的女神室友斗娜       | 李斗娜 | 主演          |
| 2025年 | Netflix      | 許願吧，精靈           | 嘉盈   | 主演          |
| 2026年 | Disney+      | 魅惑                   | 宋貞華 | 主演          |

### 電影作品
| 年份   | 片名             | 角色   |
| 2012年 | 初戀築夢101      | 楊瑞英 |
| 2015年 | 桃李花歌         | 陳彩仙 |
| 2017年 | Real             | 刺青師 |
| 2019年 | 白頭山：半島浩劫 | 崔智英 |
| 2024年 | Wonderland       | 具晶麟 |

### 微電影作品
| 年份   | 片名                                                                                   | 備註 |
| 2020年 | 如果我的東西還留在你家裡那就不是分手（내 물건이 너의 집에 남아있다면 헤어진게 아니다） | 蘭蔻 |

### 音樂錄影帶
| 發佈日期       | 歌曲名稱                      | 音樂                                     |
| 2011年2月7日   | 可以愛你嗎                    | YouTube上的可以愛你嗎                    |
| 2011年11月9日  | 既美麗又醜陋                  | YouTube上的既美麗又醜陋( 예쁘고 미웠다)  |
| 2012年9月2日   | 如果愛我，請出來              | YouTube上的如果愛我，請出來              |
| 2012年9月16日  | Classic                       | YouTube上的Classic                       |
| 2014年3月5日   | 風風風                        | YouTube上的風風風                        |
| 2015年11月24日 | 幸福特調                      | YouTube上的幸福特調                      |
| 2016年1月6日   | Dream                         | YouTube上的Dream                         |
| 2017年1月23日  | Yes No Maybe                  | YouTube上的Yes No Maybe                  |
| 2017年2月27日  | 기다리지 말아요(不等待你的愛) | YouTube上的不等待你的愛                  |
| 2017年12月7日  | 사랑하기 때문에(因為愛)       | YouTube上的因為愛                        |
| 2018年1月22日  | I'm in love with someone else | YouTube上的I'm in love with someone else |
| 2018年1月29日  | Holiday                       | YouTube上的Holiday                       |
| 2018年2月14日  | SObeR                         | YouTube上的SObeR                         |
| 2018年3月9日   | Midnight                      | YouTube上的Midnight                      |
| 2018年10月4日  | First Love                    | YouTube上的First Love                    |
| 2021年1月22日  | Oh, Lover                     | YouTube上的Oh, Lover                     |
| 2022年5月3日   | Celeb                         | YouTube上的Celeb                         |
| 2022年10月6日  | Cape                          | YouTube上的Cape                          |
| 2023年10月20日 | The Whispering Spell          | YouTube上的The Whispering Spell          |
| 2023年10月26日 | Undercover                    | YouTube上的Undercover                    |

### 綜藝節目
| 日期                           | 電視臺 | 節目名稱              |
| 2011年11月12日－2012年11月17日 | KBS2   | 《青春不敗2》         |
| 2017年1月15日－2017年2月19日   |        | 《OFF THE REC. SUZY》 |

## 主持

### 固定主持
- 2010年10月30日－2011年10月8日：MBC《Show! 音樂中心》（與溫流、珉豪、智妍）

## 典禮主持一覽
| 年份   | 日期     | 典禮名稱                    | 備註                      |
| 2010年 | 8月14日  | MBC《韓國束草音樂節》       | 與Nichkhun、Krystal、溫流 |
| 2011年 | 7月7日   | Mnet《第5屆Mnet 20代之選》  | 與宋仲基                  |
| 2012年 | 1月12日  | JTBC《第26屆金唱片獎》      | 與利特、朴奎利、李洪基    |
| 2012年 | 1月19日  | KBS2《第21屆首爾音樂獎》    | 與德宰勳、申鉉濬          |
| 2012年 | 10月29日 | SBS《第18屆韓國音樂劇大賞》 | 與金元俊                  |
| 2012年 | 11月8日  | MBC《第36屆大學歌謠節》     | 與李笛                    |
| 2012年 | 12月22日 | KBS2《KBS演藝大賞》         | 與申東燁、李智愛          |
| 2012年 | 12月29日 | SBS《SBS歌謠大戰》          | 與IU、鄭糠雲              |
| 2013年 | 1月31日  | KBS2《第22屆首爾音樂獎》    | 與德宰勳                  |
| 2013年 | 9月5日   | MBC《第8屆首爾國際電視節》  | 與李成宰                  |
| 2013年 | 12月27日 | KBS2《KBS歌謠大祝祭》       | 與尹施允、李輝才          |
| 2016年 | 6月3日   | JTBC《第52屆百想藝術大賞》  | 與申東燁                  |
| 2017年 | 5月3日   | JTBC《第53屆百想藝術大賞》  | 與樸重勛                  |
| 2018年 | 5月3日   | JTBC《第54屆百想藝術大賞》  | 與申東燁、朴寶劍          |
| 2019年 | 5月1日   | JTBC《第55屆百想藝術大賞》  | 與申東燁、朴寶劍          |
| 2020年 | 6月5日   | JTBC《第56屆百想藝術大獎》  | 與申東燁、朴寶劍          |
| 2021年 | 5月13日  | JTBC《第57屆百想藝術大獎》  | 與申東燁                  |
| 2022年 | 5月6日   | JTBC《第58屆百想藝術大獎》  | 與申東燁、朴寶劍          |
| 2023年 | 4月28日  | JTBC《第59屆百想藝術大獎》  | 與申東燁、朴寶劍          |

## 配音旁白
| 年份   | 日期                       | 節目名稱 / 遊戲名稱                             | 備注         |
| 2011年 | 10月27日                   | MBC《COVER DANCE FESTIVAL》                     |              |
| 2012年 | 1月8日                     | 《2AM聖誕solo逃出記》                           |              |
| 2012年 | 7月                        | 《突擊風暴2.0》                                 | 秀智角色配音 |
| 2012年 | 9月1日                     | XTM《STAR N' the CITY - 秀秀CP In New Zealand》 |              |
| 2012年 | 10月26日                   | XTM《STAR N' the CITY - 秀秀CP In New Zealand》 |              |
| 2012年 | 11月11日                   | SBS《miss A & B.A.P的特別相遇》                 |              |
| 2012年 | 11月12日、16日、22日、29日 | Style Log《M Generation Story 4》               |              |
| 2013年 | 7月30日                    | 《Devil Maker: Tokyo（惡魔製造者：東京）》      | 秀智角色配音 |
| 2013年 | 11月3日                    | MBC《真正的男人》                               |              |
| 2014年 | 6月13日－7月4日            | XTM《連接2014》                                 |              |
| 2016年 | 7月                        | 電影《穿越時空的少女》                          | 無障礙版旁白 |

## 出版物

### 寫真書
- 2015年12月16日：《suzy?suzy.》

## 大型頒獎禮獲獎獎項
| 年份   | 日期        | 獎項名稱                                                | 獲獎作品               | 備註                     |
| 2011年 | 7月7日      | 《第5屆Mnet 20's Choice Awards》－Hot New Star          |                        |                          |
| 2011年 | 12月31日    | 《KBS演技大賞》－女子部門 新人獎                        | Dream High             |                          |
| 2011年 | 12月31日    | 《KBS演技大賞》－最佳情侶獎                             | Dream High             | 與金秀賢共同獲獎         |
| 2012年 | 4月26日     | 《第48屆百想藝術大賞》—電影部門 新人獎                  | 建築學概論             |                          |
| 2012年 | 6月28日     | 《第6屆Mnet 20's Choice Awards》－20's Movie Actress    | 建築學概論             |                          |
| 2012年 | 7月12日     | 《MTN電視廣告頒獎禮》－最佳廣告模特兒                   |                        |                          |
| 2012年 | 10月4－13日 | 《第17屆釜山國際電影節》－最佳着裝獎                    |                        | 與金亞中、韓惠軫共同獲獎 |
| 2012年 | 10月25日    | 《第5屆時尚偶像獎》—初戀部門 最佳Stlye Icon             |                        |                          |
| 2012年 | 11月30日    | 《第33屆青龍電影獎》—人氣賞                             | 建築學概論             |                          |
| 2012年 | 12月22日    | 《KBS演藝大賞》—Show娛樂部門最佳新人獎                  | 青春不敗2              |                          |
| 2012年 | 12月31日    | 《KBS演技大賞》—人氣賞                                  | Big                    |                          |
| 2013年 | 7月18日     | 《第7屆Mnet 20's Choice Awards》—20代最佳電視女星       | 九家之書               |                          |
| 2013年 | 9月5日      | 《第8屆首爾國際電視節》—韓流電視劇部門 最佳女演員獎     | 九家之書               |                          |
| 2013年 | 10月24日    | 《第13屆KAA韓國廣告主協會》－廣告主選定之年度最佳模特賞 | 代言                   | 與柳承龍共同獲獎         |
| 2013年 | 12月30日    | 《MBC演技大賞》－最佳情侶獎                             | 九家之書               | 與李昇基共同獲獎         |
| 2013年 | 12月30日    | 《MBC演技大賞》－迷你部門最優秀女演員獎                 | 九家之書               |                          |
| 2014年 | 1月15日     | 《第3屆2014微博之夜》－微博年度女神獎                   | 不適用                 | 前往北京獲獎             |
| 2016年 | 6月3日      | 《第52屆百想藝術大賞》－電影部門人氣女演員獎            | 桃李花歌               |                          |
| 2016年 | 6月3日      | 《第52屆百想藝術大賞》－In Style最佳風格獎              | 以典禮服裝造型評定     |                          |
| 2016年 | 11月16日    | 《第1屆 Asia Artist Awards》－演員部門Best Star獎       | 任意依戀               |                          |
| 2016年 | 11月19日    | 《第8屆 Melon Music Awards》－最佳 R&B / Soul 獎        | Dream                  | 與邊伯賢共同獲獎         |
| 2016年 | 12月2日     | 《第16屆Mnet亞洲音樂大獎》－最佳DUET獎                  | Dream                  | 與邊伯賢共同獲獎         |
| 2017年 | 11月13日    | 《第31屆金唱片獎》- 音源部門本賞                        | Dream                  | 與邊伯賢共同獲獎         |
| 2017年 | 11月15日    | 《第2屆 Asia Artist Awards》- 演員部門亞洲之星獎        | 當你沉睡時             |                          |
| 2017年 | 12月31日    | 《2017 SBS演技大獎》－水木劇部門女子最優秀演技獎        | 當你沉睡時             |                          |
| 2017年 | 12月31日    | 《2017 SBS演技大獎》－最佳情侶獎                        | 當你沉睡時             | 與李鍾碩共同獲獎         |
| 2018年 | 5月3日      | 《第54屆百想藝術大賞》－女子人氣獎                      | 當你沉睡時             |                          |
| 2018年 | 11月28日    | 《第3屆 Asia Artist Awards》- 亞洲名人獎                |                        |                          |
| 2019年 | 12月31日    | 《2019 SBS演技大獎》－最優秀演技獎                      | VAGABOND               |                          |
| 2019年 | 12月31日    | 《2019 SBS演技大獎》－最佳情侶獎                        | VAGABOND               | 與李昇基共同獲獎         |
| 2021年 | 10月21日    | 《第16屆首爾國際電視節》—韓流電視劇部門 女子演員獎      | Start-Up：我的新創時代 |                          |
| 2023年 | 2月24日     | 《第21屆Director's Cut Awards》—劇集部門 女子演員獎     | 安娜                   |                          |
| 2023年 | 7月19日     | 《第2屆青龍系列大獎》—電視劇部門 女主角賞               | 安娜                   |                          |
| 2023年 | 8月25日     | 《2023 ContentAsia Awards》—亞洲內容大賞 女主角賞       | 安娜                   |                          |
| 2023年 | 9月21日     | 《第18屆首爾國際電視節》—國際競爭部門 女主角賞          | 安娜                   |                          |

## 音樂節目獎項

### 音樂節目獎項
| 年份   | 日期    | 電視台 | 節目名稱   | 獲獎歌曲 | 排名          |
| 2016年 | 1月15日 | KBS2   | Music Bank | Dream    | 1位（與伯賢） |
| 2016年 | 1月17日 | SBS    | 人氣歌謠   | Dream    | 1位（與伯賢） |
| 2016年 | 1月22日 | KBS2   | Music Bank | Dream    | 1位（與伯賢） |
| 2016年 | 1月24日 | SBS    | 人氣歌謠   | Dream    | 1位（與伯賢） |
| 2016年 | 1月31日 | SBS    | 人氣歌謠   | Dream    | 1位（與伯賢） |
| 2017年 | 1月27日 | KBS    | Music Bank | Pretend  | 1位           |
| 2017年 | 2月3日  | KBS    | Music Bank | Pretend  | 1位           |

#### 韓國主要音樂節目排行榜
| 專輯名稱                                                                | 歌曲名稱                      | 排行榜最高名次        | 排行榜最高名次      | 排行榜最高名次         | 排行榜最高名次   | 排行榜最高名次       | 排行榜最高名次              |
| 專輯名稱                                                                | 歌曲名稱                      | Mnet 《M! Countdown》 | KBS2 《Music Bank》 | MBC 《Show! 音樂中心》 | SBS 《人氣歌謠》 | SBS MTV 《THE SHOW》 | MBC MUSIC 《Show Champion》 |
| 2016年                                                                  | 2016年                        | 2016年                | 2016年              | 2016年                 | 2016年           | 2016年               | 2016年                      |
| ----------------------------------------------------------------------- | ----------------------------- | --------------------- | ------------------- | ---------------------- | ---------------- | -------------------- | --------------------------- |
| Dream                                                                   | Dream（與伯賢）               | /                     | (1)                 |                        | [1]              | /                    | 1                           |
| 2017年                                                                  |                               |                       |                     |                        |                  |                      |                             |
| Yes? No?                                                                | Pretend                       | /                     | (1)                 |                        | 2                | /                    | 1                           |
| Yes? No?                                                                | Yes No Maybe                  | /                     | 27                  |                        | 3                | /                    | /                           |
| 2018年                                                                  |                               |                       |                     |                        |                  |                      |                             |
| Faces of Love                                                           | I'm In Love With Someone Else | /                     | 6                   | 2                      | 5                | /                    | /                           |
| Faces of Love                                                           | HOLIDAY                       | /                     | 4                   | 24                     | 13               | /                    | 7                           |
| \| - 「/」：未有相關資料 - 「(1)」：兩星期冠軍 - 「[1]」：三星期冠軍 \| |                               |                       |                     |                        |                  |                      |                             |
| - 「/」：未有相關資料 - 「(1)」：兩星期冠軍 - 「[1]」：三星期冠軍       |                               |                       |                     |                        |                  |                      |                             |

| 各台冠軍歌曲獎座統計 | 各台冠軍歌曲獎座統計 | 各台冠軍歌曲獎座統計 | 各台冠軍歌曲獎座統計 | 各台冠軍歌曲獎座統計 | 各台冠軍歌曲獎座統計 |
| Mnet                 | KBS2                 | MBC                  | SBS                  | SBS MTV              | MBC MUSIC            |
| -------------------- | -------------------- | -------------------- | -------------------- | -------------------- | -------------------- |
| 0                    | 4                    | 0                    | 3                    | 0                    | 2                    |
| 一位總數：9          |                      |                      |                      |                      |                      |

## 外部連結
- 秀智的Facebook專頁
- 秀智的X（前Twitter）
- 秀智的新浪微博
- 秀智的Instagram帳戶
- YouTube上的秀智頻道